# Pharnakes II.
Pharnakes II. (altgriechisch Φαρνάκης Pharnákēs; † 47 v. Chr.) war ein König des Bosporanischen Reiches von 63 bis 47 v. Chr.
Pharnakes war Sohn des Mithridates VI. von Pontos. Pharnakes erhob sich 63 v. Chr. gegen seinen Vater, der von Gnaeus Pompeius aus Pontos vertrieben wurde und ins Bosporanische Reich floh, das unter seiner Herrschaft stand. Dort zwang Pharnakes Mithridates in Pantikapaion zum Suizid. 
Nachdem Pharnakes seine Leiche an Pompeius ausgeliefert hatte, wurde er als König des Bosporanischen Reiches anerkannt. Im Zuge der Wirren des römischen Bürgerkrieges zwischen Caesar und den Pompeianern versuchte Pharnakes 47 v. Chr., sein angestammtes väterliches Reich zurückzugewinnen, er unterlag aber gegen Caesar in der Schlacht bei Zela (veni vidi vici). Pharnakes konnte zwar flüchten, fiel aber nur wenig später auf der Halbinsel Krim dem Usurpator Asandros zum Opfer.